# Гипероператор
Гиперопера́тор — обобщение традиционных арифметических операций — сложения, умножения и возведения в степень, рассматриваемых как гипероператоры 1-го, 2-го и 3-го порядка соответственно, — на высшие порядки (тетрация, пентация и так далее).
В силу некоммутативности (в общем случае) гипероператор имеет обратную функцию — гиперкорень и "определитель" — гиперлогарифм. Гиперкорень и гиперлогарифм сложения и умножения совпадают, образуя вычитание и деление соответственно, но уже для возведения в степень обратные функции становятся различными (корень и логарифм). Обратная операция и "определитель" обобщаются для гипероператора любого порядка.

## История
Исторически первым гипероператором является функция Аккермана (1928), сконструированная как пример всюду определённой не являющейся примитивно рекурсивной вычислимой функции от трёх аргументов {\displaystyle \varphi (a,b,n)} такой, что для {\displaystyle n=0,1,2} она определяла операции сложения, умножения и возведения в степень соответственно:
{\displaystyle \varphi (a,b,0)=a+b},
{\displaystyle \varphi (a,b,1)=a\cdot b},
{\displaystyle \varphi (a,b,2)=a^{b}};
в стрелочной нотации Кнута:
{\displaystyle \varphi (a,b,n)=a\uparrow ^{n-1}b}.
Впоследствии Гудстейном были разработаны последовательности функций, более аккуратно реализующие концепцию гипероператоров.

## Определение
Гипероператор порядка {\displaystyle n} с аргументами {\displaystyle a} и {\displaystyle b} (далее обозначаемый как {\displaystyle a^{(n)}b}) рекурсивно определяется как результат многократного применения гипероператора порядка {\displaystyle n-1} к последовательности из {\displaystyle b} одинаковых аргументов, (начиная с умножения, каждый из которых равен {\displaystyle a}):
- сложение {\displaystyle a} и {\displaystyle b} — увеличение числа {\displaystyle a} на количество единиц, равное {\displaystyle b}: {\displaystyle a{^{(1)}}b=a+\underbrace {1+1+\dots +1} _{b}=a+b}
- умножение {\displaystyle a} на {\displaystyle b} — сложение числа {\displaystyle a} с самим собой {\displaystyle b} раз: {\displaystyle a{^{(2)}}b=\underbrace {a+a+\dots +a} _{b}=a\times b}
- возведение a в степень b — умножение числа {\displaystyle a} на само себя {\displaystyle b} раз: {\displaystyle a{^{(3)}}b=\underbrace {a\times a\times \dots \times a} _{b}=a^{b}}
- {\displaystyle ...}
- {\displaystyle a{^{(n)}}b=\underbrace {a^{(n-1)}a^{(n-1)}\dots a^{(n-1)}a} _{b}}

В последнем выражении операции выполняются справа налево, что является существенным, так как гипероператоры порядка {\displaystyle n>2} не являются ни коммутативными, ни ассоциативными. Гипероператоры 4-го, 5-го и 6-го порядка называются «тетра́ция», «пента́ция» и «гекса́ция» соответственно.
В простейшем случае значения переменных {\displaystyle a}, {\displaystyle b} и {\displaystyle n} ограничиваются натуральными числами. Возможные обобщения гипероператоров {\displaystyle n\geqslant 4} на произвольные действительные или комплексные числа пока мало изучены.
Разные математики обозначают гипероператоры по-разному; Кнут использует стрелки {\displaystyle \uparrow }, Конвей использует стрелки {\displaystyle \to }:
{\displaystyle a{^{(n)}}b={\textrm {hyper}}(a,n,b)=a\uparrow ^{n-2}b=a\to b\to (n-2)}.

## Альтернативные операции
Альтернативная операция может быть получена путём вычисления слева направо и в силу коммутативности и ассоциативности операций сложения и умножения эта операция совпадает с гипероператором при {\displaystyle n<4}:
- {\displaystyle a+b=(a+(b-1))+1},
- {\displaystyle a\times b=(a\times (b-1))+a},
- {\displaystyle a^{b}=(a^{(b-1)})\times a}.

Для гипероператора {\displaystyle n\geqslant 4} вычисление слева направо (то есть альтернативная операция) отличается от гипероператора и проводит к другому результату, например, для {\displaystyle n=4,a=3,b=3} получим гипероператор тетрацию
- {\displaystyle 3\uparrow ^{2}3={^{3}3}=3^{3^{3}}=3^{27}=7\,625\,597\,484\,987},

- {\displaystyle 3\uparrow ^{3}3={^{^{3}3}3}={^{7\,625\,597\,484\,987}3}=\underbrace {3^{3^{\cdot ^{\cdot ^{\cdot ^{3}}}}}} _{7\,625\,597\,484\,987}\approx \exp _{10}^{7\,625\,597\,484\,986}(1{,}09902)}.

Но вычисление степенной башни слева направо приведёт к неверному итогу:
- {\displaystyle 3\downarrow ^{2}3=3\downarrow \downarrow 3=(3^{3})^{3}=3^{3^{2}}=3^{9}=19\,683},

- {\displaystyle 3\downarrow ^{3}3=3\downarrow \downarrow \downarrow 3=3\downarrow \downarrow 3\downarrow \downarrow 3=19\,683\downarrow \downarrow 3=19\,683^{19\,683^{2}}\approx 2.20\times 10^{1\,663\,618\,948}}.